# Districtul Mohács
Mohács (în maghiară Mohácsi járás) este un district în județul Baranya, Ungaria.
Districtul are o suprafață de 600,98 km2 și o populație de 34.901 locuitori (2013).